# Blauwstaartsmaragdkolibrie
De blauwstaartsmaragdkolibrie (Chlorostilbon mellisugus) is een vogel uit de familie van de kolibries (Trochilidae). De wetenschappelijke naam van de soort werd in 1758 als Trochilus mellisugus gepubliceerd door Carl Linnaeus.

## Verspreiding en leefgebied
Deze soort komt voor in noordelijk en noordoostelijk Zuid-Amerika.
Er worden zeven ondersoorten onderscheiden:
- C. m. caribaeus: noordoostelijk Venezuela, Trinidad, de ABC-eilanden.
- C. m. duidae: Duidaberg (zuidelijk Venezuela).
- C. m. subfurcatus: zuidelijk Venezuela, Guyana en Rio Branco (noordwestelijk Brazilië).
- C. m. mellisugus: Suriname, Frans-Guyana en noordoostelijk Brazilië.
- C. m. phoeopygus: bovenste Amazonebekken.
- C. m. napensis: noordoostelijk Peru.
- C. m. peruanus: zuidoostelijk Peru en oostelijk Bolivia.